# Xylosma iberiensis
Xylosma iberiensis är en videväxtart som beskrevs av J. Gutiérrez Amaro. Xylosma iberiensis ingår i släktet Xylosma och familjen videväxter. Inga underarter finns listade i Catalogue of Life.